# Ruchir Joshi
 (février 2021).
Pour les articles homonymes, voir Joshi.
Ruchir Joshi est un écrivain indien, cinéaste et chroniqueur pour The Telegraph, India Today ainsi que pour d'autres journaux. Il est surtout connu pour son premier roman intitulé The Last Jet-Engine Laugh (2001). Il est également l'éditeur de la première anthologie indienne d'érotisme contemporain Electric Feather: The Tranquebar Book of Erotic Stories, publié par Tranquebar Press / Westland. Il a deux fils âgés de seize et douze ans.

## Biographie
Ruchir Joshi est le fils de l'écrivain et dramaturge Shivkumar Joshi. Né en 1960, il a grandi à Calcutta. Il a fait ses études au Mayo College,. Il est parti aux États-Unis d'Amérique en 1979, pour étudier dans une université de premier cycle du Vermont. Il a ensuite déménagé à New Delhi en 1997 et y est resté jusqu'en 2007. Depuis, il fait la navette entre Londres et Delhi,.

## Travaux
En plus d'écrire régulièrement des articles dans les journaux et les magazines, Joshi a réalisé un film sur les Bâuls en 1992, dénommé Egaro Mile (Eleven Miles). Tôt dans sa vie, alors qu'il sortait de l'école, il a décidé de se lancer dans le théâtre et a joué dans une pièce anglaise intitulée You're a Good Man, Charlie Brown dirigée par Zarin Chaudhuri.